# Copa da Liga Escocesa 1948–49
A Copa da Liga Escocesa de 1948-49 foi a 3º edição do segundo mais importante torneio eliminatório do futebol da Escócia. O campeão foi o Rangers F.C., que conquistou seu 2º título na história da competição ao vencer a final contra o Raith Rovers F.C., pelo placar de 2 a 0.

## Premiação
| Copa da Liga Escocesa de 1948-49 |
| Escócia                          |
| -------------------------------- |
| Rangers F.C. Campeão (2º título) |